# ژاکلین دوبروویچ
ژاکلین دوبروویچ (انگلیسی: Jacqueline Dubrovich؛ زادهٔ ۱۸ ژوئیهٔ ۱۹۹۴) شمشیرباز زن اهل ایالات متحده آمریکا است.